# Діскавері-Гарбор (Гаваї)
Діскавері-Гарбор (англ. Discovery Harbour) — переписна місцевість (CDP) в США, в окрузі Гаваї штату Гаваї. Населення — 1171 особа (2020).

## Географія
Діскавері-Гарбор розташоване за координатами 19°2′29″ пн. ш. 155°37′31″ зх. д. / 19.04139° пн. ш. 155.62528° зх. д. (19.041504, -155.625412).  За даними Бюро перепису населення США в 2010 році переписна місцевість мала площу 9,22 км², уся площа — суходіл.

## Демографія
Згідно з переписом 2010 року, у переписній місцевості мешкало 949 осіб у 406 домогосподарствах у складі 256 родин. Густота населення становила 103 особи/км².  Було 563 помешкання (61/км²).
Расовий склад населення:
| - 56,6 % — білих - 10,1 % — азіатів - 7,1 % — вихідців з тихоокеанських островів - 0,7 % — чорних або афроамериканців - 0,5 % — корінних американців - 1,7 % — осіб інших рас |

До двох чи більше рас належало 23,3 %. Частка іспаномовних становила 8,2 % від усіх жителів.
За віковим діапазоном населення розподілялося таким чином: 17,4 % — особи молодші 18 років, 62,7 % — особи у віці 18—64 років, 19,9 % — особи у віці 65 років та старші. Медіана віку мешканця становила 53,0 року. На 100 осіб жіночої статі у переписній місцевості припадало 113,7 чоловіків;  на 100 жінок у віці від 18 років та старших — 112,5 чоловіків також старших 18 років.
Середній дохід на одне домашнє господарство  становив 69 482 долари США (медіана — 36 071), а середній дохід на одну сім'ю — 69 724 долари (медіана — 72 500). За межею бідності перебувало 25,7 % осіб, у тому числі 45,3 % дітей у віці до 18 років та 7,5 % осіб у віці 65 років та старших.
Цивільне працевлаштоване населення становило 415 осіб. Основні галузі зайнятості: освіта, охорона здоров'я та соціальна допомога — 36,4 %, сільське господарство, лісництво, риболовля — 14,7 %, науковці, спеціалісти, менеджери — 13,3 %.